# Роджер Гомес
Роджер Гомес Теноріо (ісп. Róger Gómez Tenorio, нар. 7 лютого 1965, Пальмар-Сур) — костариканський футболіст, що грав на позиції півзахисника. Відомий за виступами в низці костариканських клубів та у складі національної збірної Коста-Рики. Після закінчення виступів на футбольних полях — костариканський футбольний тренер.

## Клубна кар'єра
Роджер Гомес розпочав виступи в професійному футболі в 1987 році в складі костариканської команди «Картагінес», у якій грав до 1992 року. У 1992 році Гомес став гравцем іншої костариканської команди «Ередіано», у складі якої в першому ж сезоні виступів став чемпіоном країни. У сезоні 1994—1995 років футболіст грав у складі клубу «Турріальба». З 1995 до 1999 року Роджер Гомес грав у складі костариканської команди «Перес Селедон». У 1999—2002 роках футболіст грав у складі костариканської команди «Мунісіпаль Оса», після чого завершив виступи на футбольних полях. загалом зіграв у найвищому костариканському дивізіоні 524 матчі, в яких відзначився 119 забитими м'ячами.

## Виступи за збірну
У 1990 році Роджер Гомес дебютував у складі національної збірної Коста-Рики. У складі команди брав участь у чемпіонату світу 1990 року в Італії, на якому костариканська збірна подолала груповий етап та вийшла до 1/8 фіналу. Наступного року Гомес у складі збірної брав участь у розіграші розіграшу Золотого кубка КОНКАКАФ 1991 року, на якому костариканська збірна зайняла 4-те місце. У 1992 році завершив виступи у збірній, загалом зіграв у її складі 17 матчів, у яких відзначився 4 забитими м'ячами.

## Кар'єра тренера
Ще під час виступів на футбольних полях Роджер Гомес розпочав тренерську кар'єру, у 2000 році очолював костариканський клуб «Мунісіпаль Гойкоечеа». У 2003 році колишній футболіст очолив свій колишній клуб «Мунісіпаль Оса». У 2009—2010 роках Роджер Гомес очолював тренерський штаб панамського клубу «Атлетіко Верагуенсе».

## Титули і досягнення
- Переможець Кубка центральноамериканських націй: 1991